# جورج واندرلیچ
جورج واندرلیچ (انگلیسی: Georg Wunderlich; ۳۱ اکتبر ۱۸۹۳ – ۲۷ مهٔ ۱۹۶۳) بازیکن فوتبال اهل آلمان بود.
از باشگاه‌هایی که در آن بازی کرده‌است می‌توان به باشگاه فوتبال گروتر فورث اشاره کرد.
وی همچنین در تیم ملی فوتبال آلمان بازی کرده‌است.